# Junkers T 19
Das Flugzeug Junkers T 19 entstand im Jahre 1922 als freitragender Hochdecker unter dem Projektleiter Ernst Zindel.

## Entwicklung
Die anfangs als J 19 entwickelte Maschine wurde auf Anraten des Aerodynamikers Phillipp von Doepp (1885–1967) als Hochdecker gebaut. Sie war eigentlich für drei Personen mit einem entgegen der Flugrichtung installierten dritten Sitz konstruiert. Meistens wurden jedoch nur zwei Sitze eingebaut.
Der Erstflug der intern als Trihoch bezeichneten Maschine fand am 14. Juli 1922 in Dessau statt. Die Maschinen wurden entweder mit einem Sh 4, Sh 5 oder Sh 12, Siddeley-Deasy oder einem Junkers L 1 ausgerüstet oder auf diese Motortypen umgerüstet.
Die T 19 wurde in Dessau hauptsächlich für Untersuchungen über Steuerbarkeit von Luftfahrzeugen, aerodynamische Stabilität sowie Formgebung genutzt. Es wurden nur drei Stück gebaut. Das Flugzeug zeigte ein problematisches Flugverhalten, obwohl mit diesem Typ auch in geringem Umfang Erfolge bei sportlichen Wettbewerben erzielt wurden. Die Konstruktion diente als Vorlage für die späteren T 23 und T 26.

## Technische Daten
| Kenngröße             | Daten         |
| --------------------- | ------------- |
| Besatzung             | 1             |
| Passagiere            | 1–2           |
| Länge                 | 6,85 m        |
| Flügelspannweite      | 11,25 m       |
| Höhe                  | 2,75 m        |
| Leermasse             | 515 kg        |
| Startmasse            | 765 kg        |
| Leistungsbelastung    | 12,40 kg/m²   |
| Triebwerk             | ein Sh 5      |
| Leistung              | 60 kW (82 PS) |
| Höchstgeschwindigkeit | 133 km/h      |
| Reisegeschwindigkeit  | 110 km/h      |
| Gipfelhöhe            | 4000 m        |